# Pollenia corinneae
Pollenia corinneae este o specie de muște din genul Pollenia, familia Calliphoridae, descrisă de Gosseries în anul 1989. Conform Catalogue of Life specia Pollenia corinneae nu are subspecii cunoscute.